# Jacob Marrel

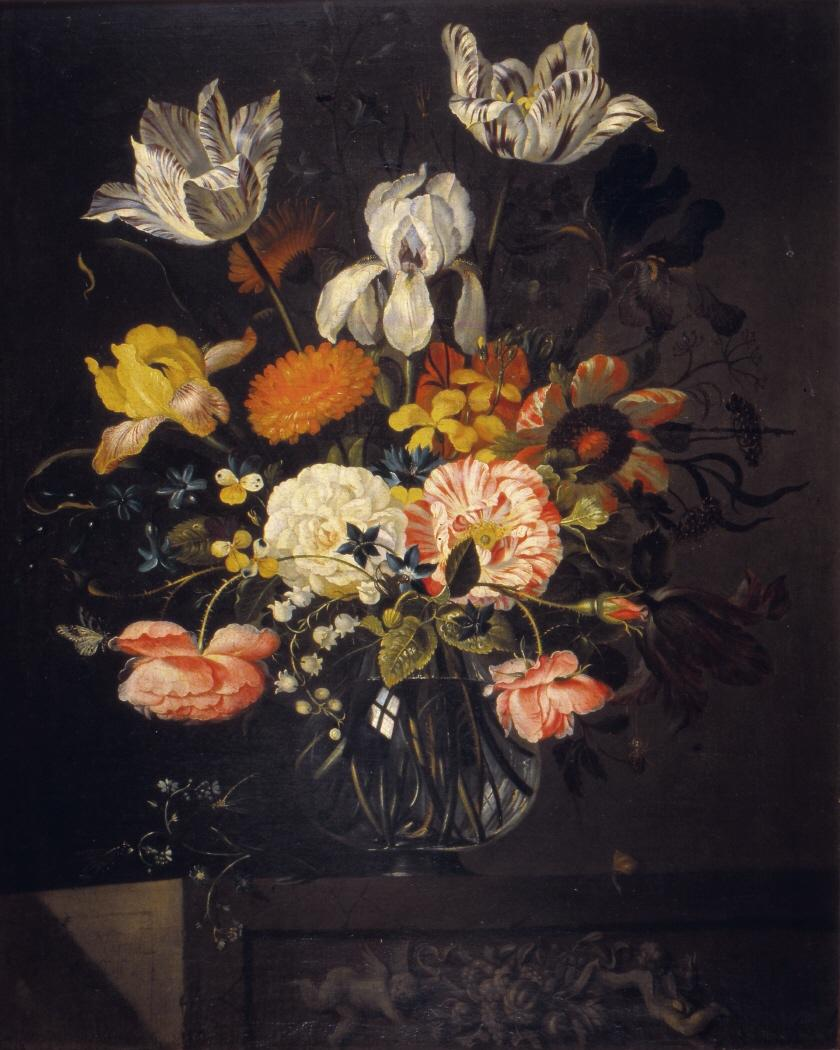
Florer, signat Jacobvs.Marrel.fecit/ Franckfurth, oli sobre llenç, 58 x 74 cm, Madrid, Museu Lázaro Galdiano.

Jacob Marrel o Marrell (Frankenthal, c. 1613/1614 – Frankfurt del Main, 1681) va ser un dibuixant, pintor i gravador alemany actiu a Utrecht, especialitzat en la pintura de flors i natures mortes.
Deixeble de Georg Flegel a Frankfurt de 1627 a 1632, el desembre d'aquest any apareix registrat com a deixeble de Jan Davidsz de Heem a Utrecht, on va residir fins al 1650. De nou a Frankfurt va contreure matrimoni amb la vídua de Matthäus Merian. Va tornar a residir a Utrecht, ocupat possiblement en el comerç d'art, entre 1659 i 1669, amb alguna interrupció, ja que consta la seva estada a Nuremberg almenys el 1665 en ocasió del matrimoni de la seva fillastra, Maria Sibylla Merian. Va tenir com a deixeble a Abraham Mignon, a més de la seva pròpia fillastra i al seu gendre, Johann Andreas Graff, especialitzat en arquitectures.
Marrel és conegut a més de per un nombre abundant de natures mortes a l'estil de Heem, garlandes i gerros de flors, pels seus àlbums amb estudis a l'aquarel·la de les varietats de les tulipes, dels quals algunes fulles es conserven al Rijksmuseum d'Amsterdam.